# Sabicea
Sabicea es un género con 187 especies de plantas con flores perteneciente a la familia Rubiaceae.

## Descripción
Son enredaderas herbáceas o sufrutescentes; plantas hermafroditas. Hojas opuestas, sin domacios; estípulas interpeciolares, triangulares a liguladas u ovadas, obtusas a redondeadas, persistentes. Inflorescencias axilares, glomeruladas a cimosas o paniculadas, bracteadas, flores homostilas o distilas; limbo calicino 5-lobado; corola hipocrateriforme a infundibuliforme, barbada en la garganta, lobos 5, valvares; ovario 3–5-locular, óvulos numerosos por lóculo. Fruto abayado, globoso, carnoso, rojo o morado tornándose negro; semillas anguladas.

## Taxonomía
El género fue descrito por Jean Baptiste Christophore Fusée Aublet   y publicado en Histoire des Plantes de la Guiane Françoise 1: 192, t. 75. 1775.

## Especies seleccionadas
- Sabicea acuminata Baker
- Sabicea acutissima Rusby
- Sabicea adamsii Hepper
- Sabicea affinis de Wild.
- Sabicea africana (P.Beauv.) Hepper
- Sabicea amazonensis Wernham in Wernham
- Sabicea ambigua Standl.
- Sabicea annobonensis Mildbr.
- Sabicea arachnoidea Hutch. & Dalziel
- Sabicea panamensis Wernham